# Syllides convolutus
Syllides convolutus é uma espécie de anelídeo pertencente à família Syllidae.
A autoridade científica da espécie é Webster & Benedict, tendo sido descrita no ano de 1884.
Trata-se de uma espécie presente no território português, incluindo a sua zona económica exclusiva.